# Zápas na Letních olympijských hrách 1980 – muži, volný styl do 90 kg
Zápas ve volném stylu ve váhové kategorii do 90 kg probíhal na Letních olympijských hrách 1980 v Moskvě, v atletické hale CSKA Moskva. O medaile se utkalo celkem 15 zápasníků.

## Turnajové výsledky
Za prohru zápasníci získávají záporné body. 6 bodů vyřazuje zápasníka z dalších bojů. Poté, co zbývají poslední tři borci, utkají se tito ve finálovém kole o medaile.
Legenda
- TF — Lopatkové vítězství
- IN — Vítězství pro soupeřovo zranění
- DQ — Vítězství pro soupeřovu pasivitu
- D1 — Vítězství pro soupeřovu pasivitu, vítěz taktéž napomínán
- D2 — Oba zápasníci diskvalifikováni pro pasivitu
- FF — Kontumační vítězství
- DNA — Soupeř nenastoupil
- TPP — Trestné body celkem
- MPP — Trestné body za zápas

Sankce
- 0 – Lopatkové vítězství, technická převaha, pro pasivitu, zranění soupeře, nenastoupení
- 0,5 – Výhra na body, 8-11 bodů rozdíl
- 1 – Výhra na body, 1-7 bodů rozdíl
- 2 – Výhra pro pasivitu, vítěz taktéž napomínán
- 3 – Prohra na body, 1-7 body rozdíl
- 3,5 – Prohra na body, 8-11 bodů rozdílu
- 4 – Prohra lopatková, technickou převahu, pro pasivitu, zranění, nenastoupení

### Kolo 1
| TPP | MPP |                                 | Score     |                          | MPP | TPP |
| --- | --- | ------------------------------- | --------- | ------------------------ | --- | --- |
| 0   | 0   | Rafael Gómez (CUB)              | TF / 4:33 | Keith Peache (GBR)       | 4   | 4   |
| 4   | 4   | Ion Ivanov (ROU)                | TF / 2:59 | Uwe Neupert (GDR)        | 0   | 0   |
| 0   | 0   | Christophe Andanson (FRA)       | DQ / 7:26 | Safaa Ali Ne'ma (IRQ)    | 4   | 4   |
| 0   | 0   | Dashdorjiin Tserentogtokh (MGL) | DQ / 4:58 | Ibrahim Shudzandin (AFG) | 4   | 4   |
| 4   | 4   | Amadou Diop (SEN)               | TF / 3:58 | Aleksander Cichoń (POL)  | 0   | 0   |
| 4   | 4   | Jean-Claude Biloa (CMR)         | DQ / 4:03 | Mick Pikos (AUS)         | 0   | 0   |
| 4   | 4   | Kartar Singh (IND)              | DQ / 7:55 | Ivan Ginov (BUL)         | 0   | 0   |
| 0   |     | Sanasar Oganisjan (URS)         |           | Bye                      |     |     |

### Kolo 2
| TPP | MPP |                          | Score     |                                 | MPP | TPP |
| --- | --- | ------------------------ | --------- | ------------------------------- | --- | --- |
| 0   | 0   | Sanasar Oganisjan (URS)  | DQ / 8:02 | Rafael Gómez (CUB)              | 4   | 4   |
| 8   | 4   | Keith Peache (GBR)       | TF / 1:18 | Ion Ivanov (ROU)                | 0   | 4   |
| 0.5 | 0.5 | Uwe Neupert (GDR)        | 14 – 5    | Christophe Andanson (FRA)       | 3.5 | 3.5 |
| 7   | 3.5 | Safaa Ali Ne'ma (IRQ)    | 4 – 13    | Dashdorjiin Tserentogtokh (MGL) | 0.5 | 0.5 |
| 7   | 3   | Ibrahim Shudzandin (AFG) | 4 – 7     | Amadou Diop (SEN)               | 1   | 5   |
| 0   | 0   | Aleksander Cichoń (POL)  | TF / 2:56 | Jean-Claude Biloa (CMR)         | 4   | 8   |
| 0   | 0   | Mick Pikos (AUS)         | TF / 1:00 | Kartar Singh (IND)              | 4   | 8   |
| 0   |     | Ivan Ginov (BUL)         |           | Bye                             |     |     |

### Kolo 3
| TPP | MPP |                           | Score     |                                 | MPP | TPP |
| --- | --- | ------------------------- | --------- | ------------------------------- | --- | --- |
| 3   | 3   | Ivan Ginov (BUL)          | 6 – 12    | Sanasar Oganisjan (URS)         | 1   | 1   |
| 7.5 | 3.5 | Rafael Gómez (CUB)        | 4 – 15    | Ion Ivanov (ROU)                | 0.5 | 4.5 |
| 0.5 | 0   | Uwe Neupert (GDR)         | TF / 3:35 | Dashdorjiin Tserentogtokh (MGL) | 4   | 4.5 |
| 3.5 | 0   | Christophe Andanson (FRA) | TF / 1:37 | Amadou Diop (SEN)               | 4   | 9   |
| 0   | 0   | Aleksander Cichoń (POL)   | DQ / 7:56 | Mick Pikos (AUS)                | 4   | 4   |

### Kolo 4
| TPP | MPP |                                 | Score     |                         | MPP | TPP |
| --- | --- | ------------------------------- | --------- | ----------------------- | --- | --- |
| 4   | 1   | Ivan Ginov (BUL)                | 7 – 4     | Ion Ivanov (ROU)        | 3   | 7.5 |
| 2   | 1   | Sanasar Oganisjan (URS)         | 9 – 9     | Uwe Neupert (GDR)       | 3   | 3.5 |
| 7   | 3.5 | Christophe Andanson (FRA)       | 1 – 12    | Aleksander Cichoń (POL) | 0.5 | 0.5 |
| 4.5 | 0   | Dashdorjiin Tserentogtokh (MGL) | TF / 1:42 | Mick Pikos (AUS)        | 4   | 8   |

### Kolo 5
| TPP | MPP |                         | Score     |                                 | MPP | TPP |
| --- | --- | ----------------------- | --------- | ------------------------------- | --- | --- |
| 7   | 3   | Ivan Ginov (BUL)        | 3 – 4     | Uwe Neupert (GDR)               | 1   | 4.5 |
| 2   | 0   | Sanasar Oganisjan (URS) | TF / 4:03 | Dashdorjiin Tserentogtokh (MGL) | 4   | 8.5 |
| 0.5 |     | Aleksander Cichoń (POL) |           | Bye                             |     |     |

### Finále
Výsledky z předchozích kol se započítávají do finále (žlutě zvýrazněno).
| TPP | MPP |                         | Score  |                         | MPP | TPP |
| --- | --- | ----------------------- | ------ | ----------------------- | --- | --- |
|     | 1   | Sanasar Oganisjan (URS) | 9 – 9  | Uwe Neupert (GDR)       | 3   |     |
|     | 3.5 | Aleksander Cichoń (POL) | 3 – 12 | Sanasar Oganisjan (URS) | 0.5 | 1.5 |
| 4   | 1   | Uwe Neupert (GDR)       | 6 – 2  | Aleksander Cichoń (POL) | 3   | 6.5 |

## Finálové pořadí
1. Sanasar Oganisjan (URS)
2. Uwe Neupert (GDR)
3. Aleksander Cichoń (POL)
4. Ivan Ginov (BUL)
5. Dashdorjiin Tserentogtokh (MGL)
6. Christophe Andanson (FRA)
7. Ion Ivanov (ROU)
8. Mick Pikos (AUS)